# Leonid Andreyev (athlétisme)
Pour les articles homonymes, voir Andreyev et Leonid Andreyev.
Leonid Vladimirovich Andreyev (né le 6 octobre 1983 à Tachkent) est un athlète ouzbek, spécialiste du saut à la perche et des épreuves combinées.

## Carrière

### Débuts au décathlon
Leonid Andreyev se distingue d'abord au décathlon, en devenant champion du monde junior en 2002 avec 7 693 points. Deux ans plus tôt, il s'était classé 14e de la même compétition. Il s'oriente ensuite vers le saut à la perche où il devient la même année champion d'Asie junior (5,20 m).

### Orientation vers le saut à la perche
En 2006, il remporte la médaille d'argent des Jeux asiatiques de Doha avec un saut à 5,55 m. Le 22 mai 2008, le même jour où ses compatriotes Svetlana Radzivil et Nadiya Dusanova franchissent 1,98 m au saut en hauteur, Andreev améliore sa meilleure marque de sa carrière en effaçant une barre à 5,65 m. Il se qualifie ainsi pour les Jeux olympiques de Pékin où, lors de ces Jeux, il prend la 3e place des qualifications en égalant son record. En revanche, lors de la finale, l'Ouzbek échoue à 5,45 m.
Le 5 juillet 2009, lors du Meeting international de Sotteville-lès-Rouen, Leonid Andreev améliore son record personnel à 5,70 m pour se classer 2e du concours, aux essais, derrière le Français Romain Mesnil. Malheureusement, lors des Championnats du monde de Berlin, l'Ouzbek ne passe pas le cap des qualifications (5,55 m).

### Retour au décathlon
En 2013, il décide de se réorienter de nouveau aux épreuves combinées. Il porte son record à 8 250 points en 2016 à Tachkent et se qualifie aux Jeux olympiques de Rio où il ne termine pas la compétition.
En 2017, il échoue à un test antidopage et ses performances de 2016 sont annulées, dont son record.

## Palmarès
| Année | Compétition                    | Lieu              | Résultat | Épreuve    | Marque    |
| ----- | ------------------------------ | ----------------- | -------- | ---------- | --------- |
| 2000  | Championnats du monde juniors  | Santiago du Chili | 14e      | Décathlon  | 6 654 pts |
| 2001  | Championnats d'Asie juniors    | Bangkok           | 2e       | Décathlon  | 6 897 pts |
| 2002  | Championnats du monde juniors  | Kingston          | 1er      | Décathlon  | 7 693 pts |
| 2002  | Championnats d'Asie juniors    | Bangkok           | 1er      | Perche     | 5,20 m    |
| 2005  | Championnats d'Asie            | Incheon           | 4e       | Perche     | 5,10 m    |
| 2006  | Jeux asiatiques                | Doha              | 2e       | Perche     | 5,55 m    |
| 2008  | Championnats d'Asie en salle   | Doha              | 3e       | Perche     | 5,35 m    |
| 2008  | Championnats du monde en salle | Valence           | 14e      | Perche     | 5,45 m    |
| 2008  | Jeux olympiques                | Pékin             | finale   | Perche     | NM        |
| 2009  | Jeux asiatiques en salle       | Hanoï             | 1er      | Perche     | 5,60 m    |
| 2009  | Championnats d'Asie            | Canton            | 4e       | Perche     | 5,45 m    |
| 2010  | Jeux asiatiques                | Guangzhou         | 2e       | Perche     | 5,30 m    |
| 2011  | Championnats d'Asie            | Kōbe              | finale   | Perche     | NM        |
| 2013  | Championnats d'Asie            | Pune              | 3e       | Décathlon  | 7 383 pts |
| 2014  | Championnats d'Asie en salle   | Hangzhou          | 3e       | Heptathlon | 5 561 pts |
| 2014  | Jeux asiatiques                | Incheon           | 2e       | Décathlon  | 7 879 pts |
| 2016  | Championnats d'Asie en salle   | Doha              | 4e       | Heptathlon | 5 607 pts |
| 2016  | Jeux olympiques                | Pékin             | finale   | Décathlon  | DNF       |

## Records
| Épreuve           | Performance   | Lieu                          | Date                       |
| ----------------- | ------------- | ----------------------------- | -------------------------- |
| 100 m             | 10 s 97       | Kingston                      | 16 juillet 2002            |
| Saut en longueur  | 7,28 m        | Incheon                       | 30 septembre 2014          |
| Lancer du poids   | 15,75 m       | Incheon                       | 30 septembre 2014          |
| Saut en hauteur   | 2,10 m        | Kingston                      | 16 juillet 2002            |
| 400 m             | 49 s 59       | Incheon                       | 30 septembre 2014          |
| 110 m haies       | 14 s 95       | Incheon                       | 1er octobre 2014           |
| Lancer du disque  | 43,85 m       | Incheon                       | 1er octobre 2014           |
| Saut à la perche  | 5,70 m        | Tachkent Sotteville-lès-Rouen | 22 mai 2009 5 juillet 2009 |
| Lancer du javelot | 60,05 m       | Incheon                       | 1er octobre 2014           |
| 1 500 m           | 4 min 58 s 37 | Kingston                      | 17 juillet 2002            |
| Décathlon         | 8 250 pts     | Tachkent                      | 10 juin 2016               |

| Épreuve         | Performance   | Lieu           | Date                            |
| --------------- | ------------- | -------------- | ------------------------------- |
| 60 mètres       | 7 s 20        | Doha           | 20 février 2016                 |
| Longueur        | 7,07 m        | Hangzhou       | 15 février 2014                 |
| Poids           | 14,83 m       | Doha           | 20 février 2016                 |
| Hauteur         | 1,99 m        | Hangzhou       | 15 février 2014                 |
| 60 mètres haies | 8 s 39        | Doha           | 21 février 2016                 |
| Perche          | 5,60 m        | Chemnitz Hanoi | 27 février 2009 2 novembre 2009 |
| 1 000 mètres    | 2 min 53 s 84 | Doha           | 21 février 2016                 |
| Heptathlon      | 5 607 pts     | Doha           | 21 février 2016                 |